# Viaduto de Entrecampos
O Viaduto de Entrecampos, em Lisboa, Portugal, transpõe a depressão correspondente às avenidas da República e Cinco de Outubro, levando a Linha de Cintura desde a área a norte do Rego até ao cruzamento com a Rua de Entrecampos, locais onde esta assenta a nível no terreno. Substituiu o primitivo aterro ferroviário em sucessivas reconstruções e alargamentos e, desde a sua terceira encarnação, em 1999, esta estrutura constitui na sua totalidade o edifício da estação de Entrecampos.

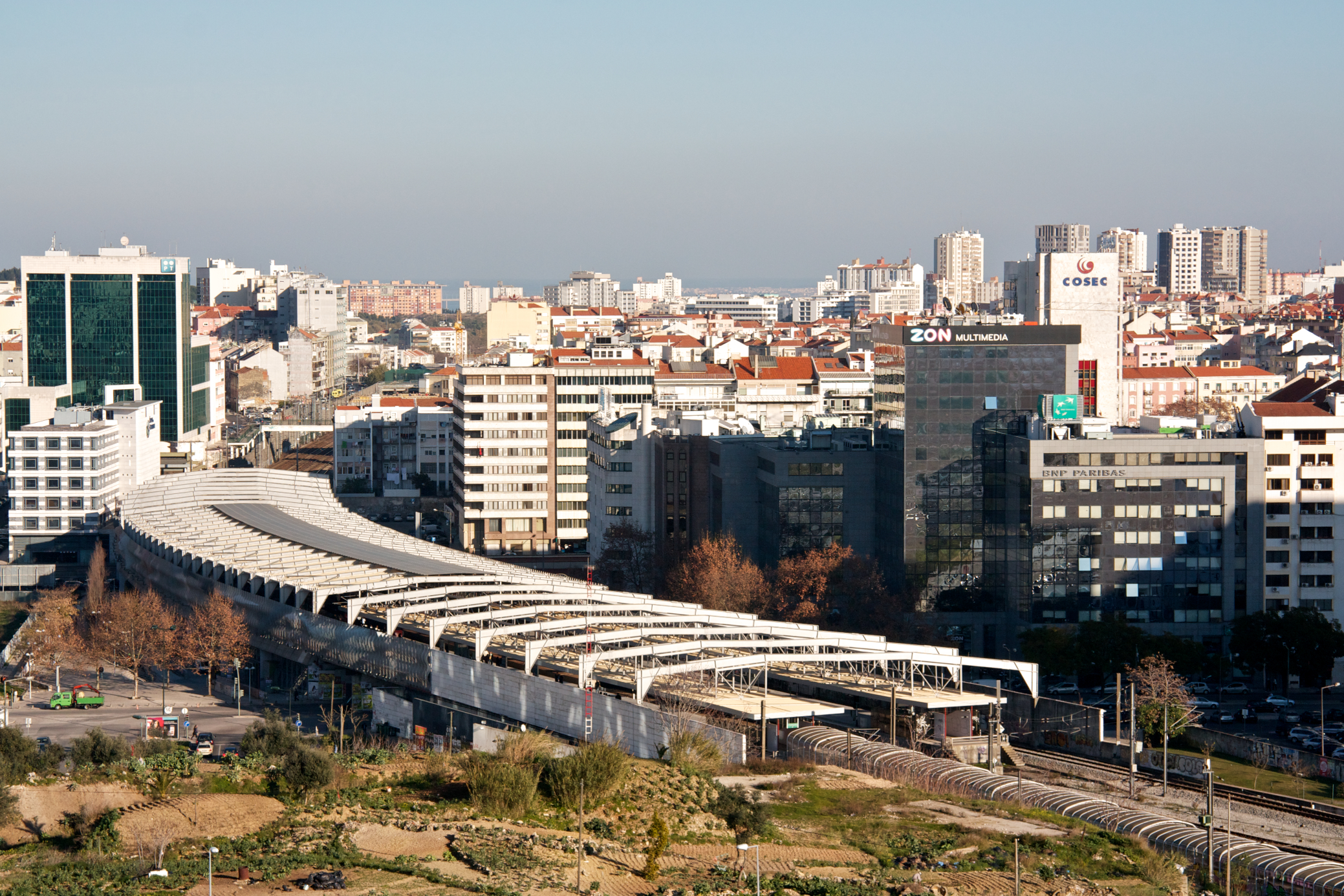
Vista aérea, de noroeste, em 2012.

## História

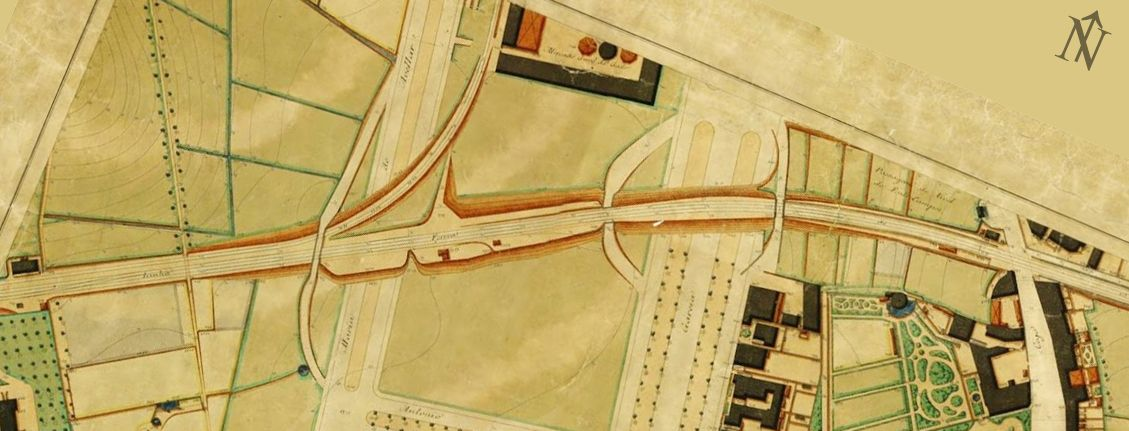
Mapa de 1908, mostrando os três atravessamentos.

### Linha de Cintura (1890)
Na sequência da construção da Linha de Cintura e das avenidas novas, com obras de aterro e de terraplenagem, ficou o terreno no local desnivelado, passando a ferrovia a nível superior, em aterro atravessado por aberturas provisórias, desalinhadas do enfiamento das avenidas e de largura mínima, com o trânsito regulado por semáforos manuais.

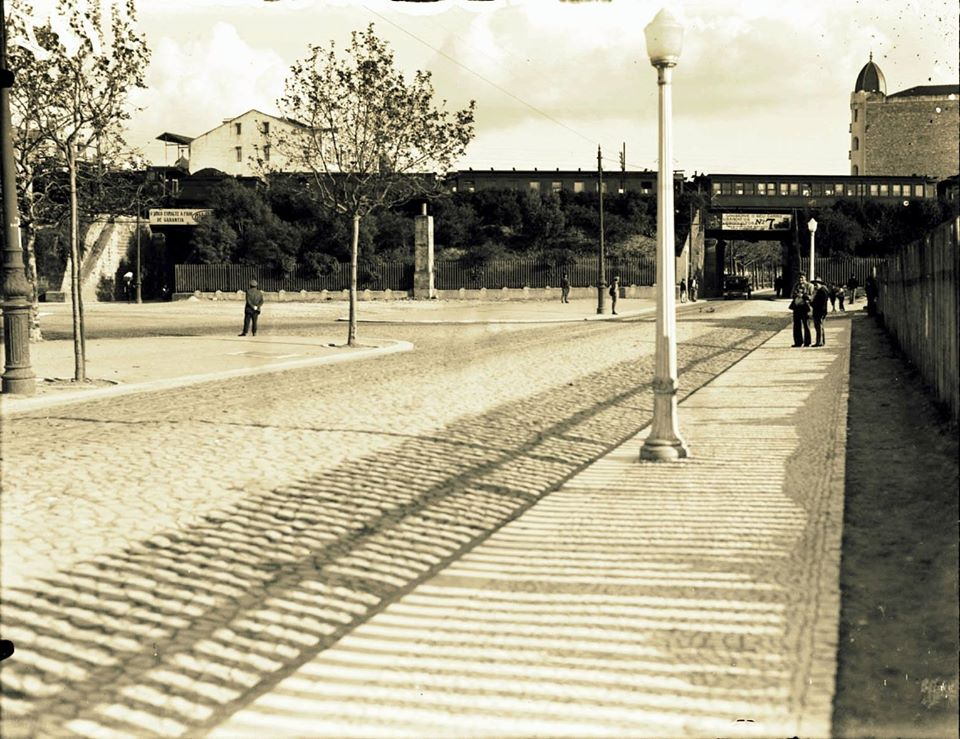
Um dos primitivos viadutos, em 1934.

### Primeiros viadutos
Já no século XX foram construídos viadutos nas avenidas da República e Cinco de Outubro alinhados com os respetivos arruamentos.

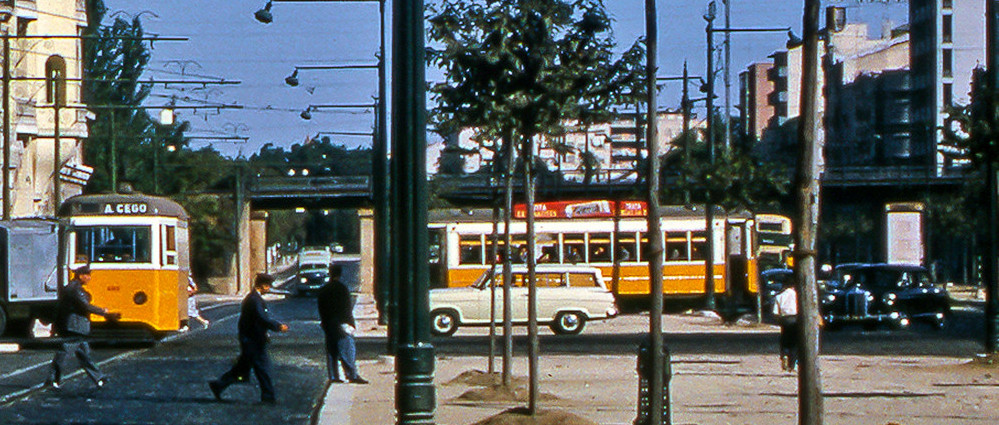
Vista do primeiro viaduto integral, em 1966.

### Segundo viaduto (1950)
Em 1950 inaugura-se um viaduto inteiro de maior extensão, entre o Rego e a Rua de Entrecampos, resultante da desmontagem do aterro.:155-156]

### Terceiro viaduto (1973)

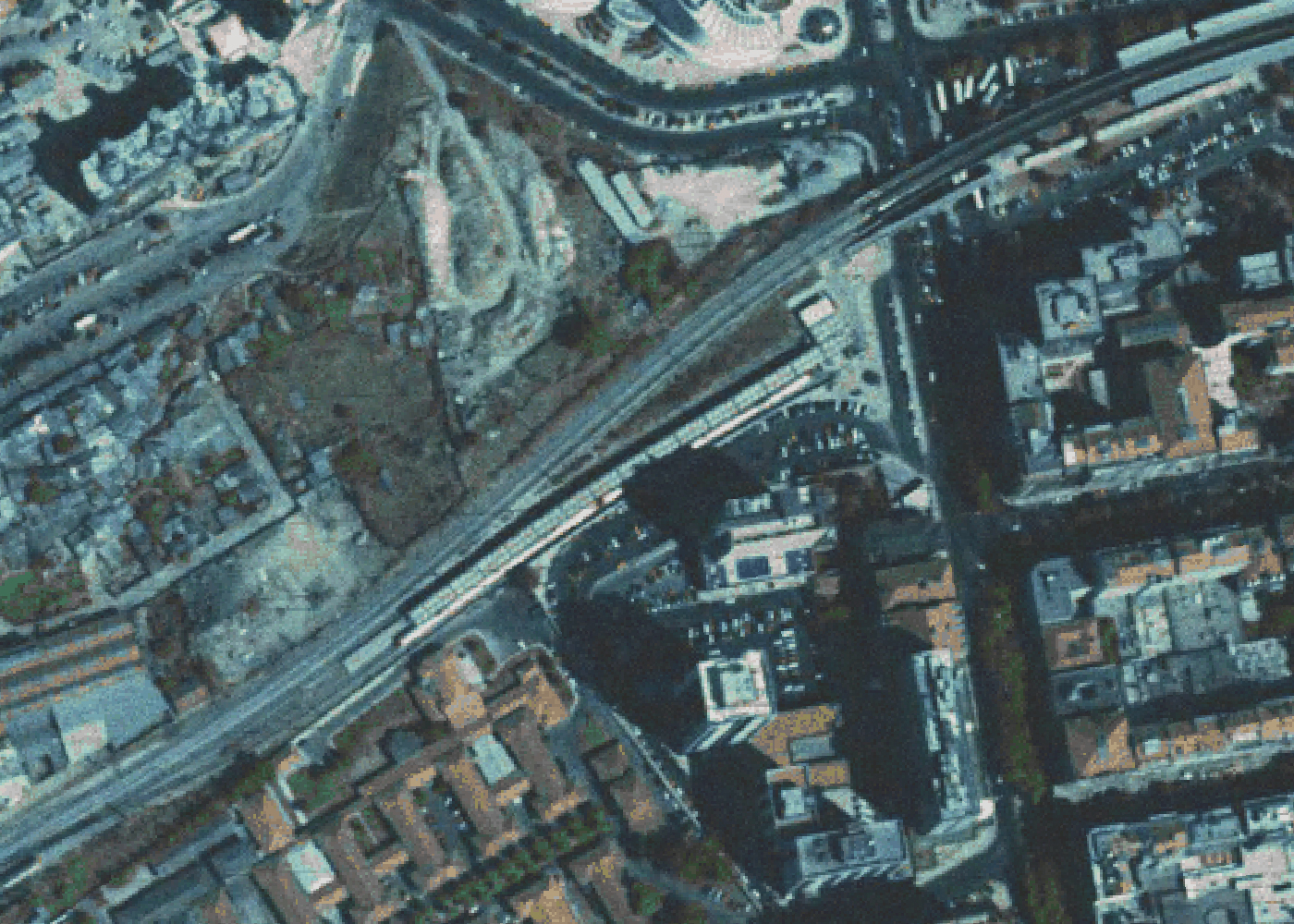
Vista aérea em 1995, vendo-se o viaduto antes da quadruplicação e o apeadeiro da 5 de Outubro, construído no alinhamento do antigo aterro.

Em 1968, foi aberto um concurso para um novo viaduto da Linha de Cintura sobre as Avenidas 5 de Outubro e da República, que foi desde logo planeado para passar de via dupla para via quádrupla, e para acolher o projeto que existia para expandir a estação do Rego. O seu traçado corre ligeiramente a norte do precedente, o que premitiu a circulação durante as obras; foi inaugurado em 1973.

### Alargamento e nova estação (1999)
No virar do século, o viaduto foi complementado com uma via adicional de cada lado, com traça arquitetónica idêntica, no âmbito da quadruplicação da Linha de Cintura neste troço e do alargamento da interface de Entrecampos, que é promovida então de apeadeiro a estação.